# إدوارد ستيوارت كينيدي
إدوارد ستيوارت كينيدي (بالإنجليزية: Edward Stewart Kennedy)‏ هو مؤرخ علوم ورياضياتي أمريكي، ولد في 3 يناير 1912 في المكسيك، وتوفي في 4 مايو 2009 في Doylestown, Pennsylvania ‏ في الولايات المتحدة، تخصص في الجداول الفلكية الإسلامية الفارسية والعربية.
درس إدوارد الهندسة الكهربائية في كلية لافاييت وتخرج عام 1932. ثم سافر إلى إيران للتدريس في مدرسة ثانوية ألبرز حين كانت بإدارة البعثة الأمريكية المشيخية. دراس كندي اللغة الفارسية واتقنها.
إقامته في إيران أثارت اهتمامه بالثقافة الإسلامية والتاريخ، وعند عودته إلى الولايات المتحدة، التحق بجامعة ليهاي
لدراسة الدكتوراه في الرياضيات وأتمها عام 1939.